# Левоневский, Валерий Станиславович
Вале́рий Станисла́вович Левоне́вский (бел. Вале́ры Станісла́вавіч Леване́ўскі, англ. Valery Levaneuski, пол. Walery Lewoniewski) — белорусский политический и общественный деятель, бывший политический заключённый. Признан «Международной Амнистией» узником совести.

## Биография
Родился 15 августа 1963 года в г. Гродно в многодетной семье. Увлечения: бокс, шахматы, фотография, радиоэлектроника, программирование, философия, правоведение.
1979 г. — кандидат в мастера спорта по боксу.
1980 г. — начал трудовой путь с работы слесарем мехмастерских.
1980—1982 гг. — служба в СА, отличник Советской и Болгарской Армии.
1983 г. — мастер спорта по боксу.
1985—1991 гг. — регулировщик радиоаппаратуры, слесарь контрольно-измерительных приборов и автоматики, инженер на предприятиях г. Гродно.
1991 г. — зарегистрирован индивидуальным предпринимателем. Руководил Гродненским областным общественным объединение по защите прав налогоплательщиков, потребителей и автолюбителей, Гродненским Информационно-правовым центром, Гродненским центром по защите прав потребителей
С 1996 года возглавляет Стачечный комитет (Стачком) предпринимателей Республики Беларусь. Организатор массовых акций протеста предпринимателей в Республике Беларусь, за что привлекался к арестам, штрафным санкциям и судебным преследованиям. Учредитель и главный редактор республиканского бюллетеня «Предприниматель». Неоднократно принимал участие в выборах в качестве кандидата в депутаты местных и республиканских органов законодательной власти. Во всех случаях отказано в регистрации по политическим мотивам.
В 2001 году выдвигался кандидатом в президенты Республики Беларусь. Снял свою кандидатуру из-за изменившегося в процессе выборов законодательства (Декрет № 20 от 26.06.2001 г.)
2004—2006 гг. — отбывал наказание в виде лишения свободы в колонии общего режима, по ст. 368, ч. 2 Уголовного кодекса Республики Беларусь (оскорбление президента Республики Беларусь). К Валерию Левоневскому было запрещено применять условно-досрочное освобождение и амнистию. Многократно в колониях Валерий подвергался наказаниям в виде помещения в ШИЗО, лишения свиданий, а также пыткам и издевательствам, угрозам убийства со стороны администрации ИУ с основной целью: подписи под публичным отказом от своей политической деятельности. Валерию было отказано в течение всего срока отбытия наказания в квалифицированной медицинской помощи и в медицинском обследовании. Ему запрещено было обжаловать наложенные администрацией тюрем взыскания в судебном порядке.
Валерий Левоневский, полностью отбыл двухгодичный срок заключения в различных тюрьмах и колониях, в том числе:
- в тюрьме № 1, г. Гродно;
- в СИЗО-1, г. Минск;
- в СИЗО-6, г. Барановичи;
- в ИК-22 «Волчьи Норы», Брестская область;
- в ИК-19, г. Могилёв.

2010 год — вышел документальный фильм «Под прицелом власти», посвящённый развитию забастовочного движения предпринимателей в Беларуси. Главный герой фильма, Валерий Левоневский, рассказывает насколько важным и опасным является ведение бизнеса в Беларуси. Фильм стал лауреатом XV Общепольского просмотра документальных форм BAZAR в Познани.

## Уголовное дело
В преддверии 1 мая 2004 года в г. Гродно распространялись листовки, в которых В. Левоневский приглашал горожан принять участие в санкционированном митинге 1 мая. В листовке также содержался следующий текст:

приди и скажи, что ты против, чтобы за твой счёт «кто-то» ездил в Австрию отдыхать, кататься на лыжах, жить в своё удовольствие

Поскольку было известно, что президент Беларуси Александр Лукашенко проводил отпуск в Австрии, прокуратура Беларуси впоследствии расценила это как публичное оскорбление президента.
1 мая 2004 года Левоневский намеревался принять участие в санкционированной властями демонстрации в Гродно, но утром Валерий был задержан на выходе из дома, где он проживает. Сотрудники милиции доставили его в местное отделение милиции, и, изъяв деньги и паспорт, поместили в изолятор временного содержания. В тот же день утром были задержаны дети Левоневского, которых через несколько часов выпустили из отделения милиции.
3 мая 2004 года Валерий Левоневский был осуждён на 15 суток ареста. В нарушение закона судили не в суде, а в камере изолятора временного содержания (ИВС).
3 мая 2004 года за активное участие в митинге (1 мая) на 13 суток ареста был осуждён Владимир Левоневский — сын Валерия Левоневского.
7 мая 2004 года сотрудники КГБ и ОМОНа, выломав входную дверь, ворвались в квартиру В. Левоневского. Обыск длился шесть часов. В квартире была изъята вся оргтехника, много документов, ценные вещи.. Сотрудники КГБ заставляли несовершеннолетнюю дочь Левоневского давать показания против своего отца. В этот и последующие дни сотрудники КГБ и милиции проводили обыски у родственников Левоневского, а также в офисах общественных организаций, которые, по мнению спецслужб, могли быть причастны к делу «Оскорбление президента».
14 мая 2004 года — за день до окончания 15 суток ареста, Левоневскому продлевают на 3 дня срок задержания.
18 мая 2004 года — Левоневскому было предъявлено обвинение по ст. 368 (ч. 2) Уголовного кодекса Беларуси — «Публичное оскорбление президента РБ, совершённое лицом, ранее судимым за оскорбление или клевету, либо соединённое с обвинением в совершении тяжкого или особо тяжкого преступления». Валерий из ИВС был помещён в СИЗО на 2 месяца.
4 июня 2004 года — впервые с момента ареста (1 мая 2004 года) В. Левоневскому разрешили встретиться с женой в СИЗО.
12 июля 2004 года — Левоневскому продлевают арест ещё на месяц.
21 июля 2004 года — жена Левоневского обратилась к президенту Беларуси А. Лукашенко с жалобами на условия содержания мужа в СИЗО.
21 июля 2004 года — против сына Владимира возбуждено уголовное дело по ст. 342 УК Беларуси — «организация несанкционированного митинга» (срок ареста — до 3 лет).
21 июля 2004 года — Валерий Левоневский объявляет голодовку в СИЗО. 27 июля 2004 года — Левоневский прекратил голодовку.
28 июля 2004 года — с Валерия Левоневского и его сына сняты обвинения по ст. 342 УК РБ.
1 августа 2004 года — Сергей Шнуров («Ленинград») и Александр Васильев («Сплин») выступили в защиту Левоневского.
16 августа 2004 года суд продлил Левоневскому срок заключения под стражей ещё на 1 месяц.
7 сентября 2004 года суд Ленинского района города Гродно (судья Демченко Д. В., государственный обвинитель Панасюк Э. Р.) признал Васильева Александра Александровича и Левоневского Валерия Станиславовича виновными в публичном оскорблении президента Республики Беларусь, соединённом с обвинением в совершении тяжкого преступления, и на основании ч. 2 ст. 368 Уголовного Кодекса Республики Беларусь и приговорил обоих к двум годам лишения свободы с отбыванием наказания в колонии общего режима.
16 сентября 2004 года Европейский парламент призывает белорусские власти немедленно освободить Валерия Левоневского и всех других политических противников режима.

## Семья
Женат, четверо детей.